# Brione (Bréscia)
Brione é uma comuna italiana da região da Lombardia, província de Bréscia, com cerca de 546 habitantes. Estende-se por uma área de 6,89 km², tendo uma densidade populacional de 79 hab/km². Faz fronteira com Gussago, Ome, Polaveno, Sarezzo, Villa Carcina.

## Demografia
| Variação demográfica do município entre 1861 e 2011                               |
|                                                                                   |
| Fonte: Istituto Nazionale di Statistica (ISTAT) - Elaboração gráfica da Wikipedia |